# Маркиняты (Ошмянский район)
Маркиняты (бел. Маркіня́та) — деревня в Ошмянском районе Гродненской области Белоруссии. В составе Гольшанского сельсовета.

## География
Пролегают дороги Н6339, Н7122.
Ближайшие населённые пункты Борок, Зноски, Паклево и др.

### Гидрография
Река Клева (левый приток Гавья).

## История
В 1905 году в Гольшанской волости Ошмянского уезда Виленской губернии.
До 1978 года деревня входила в состав Гольшанского сельсовета, до 15 декабря 1997 года — в состав Семерницкого сельсовета.

## Население

### Численность
- 2009 год — 40 жителей

### Динамика
- 2009 год — 40 жителей (перепись населения)[2]

## Достопримечательность
- На окраине деревни, на левом берегу реки Клева (левый приток Гавья) находится курганный могильник. Установлена памятная табличка.

7 насыпей высотой 6-8 м (обследовала в 1974 году А. Калечиц, раскопаны 4 курганы). Найдены фрагменты захоронений на грунте и в горшках, а также топоры, ромбовидные и ланцетовидные наконечники копий, ножи, шпоры, пряжки, бронзовые украшения и детали конской упряжи. Датируется X—XII вв., относится к культуре восточно-литовских курганов.
- Усадьба Бушевских (XIX век).
- Аллея канадских тополей, высаженных в конце XIX века.